# Норвешки шал
Норвешки шал је југословенски кратки телевизијски филм из 1988. године. Режирао га је Славољуб Стефановић Раваси а сценарио је написао Ђоко Стојичић.

## Улоге
| Глумац            | Улога |
| ----------------- | ----- |
| Маја Димитријевић |       |